# 399 př. n. l.

## Události
- V Athénách byl k smrti odsouzen Sókratés za to, že „kazil mládež, byl bezbožný a zaváděl nová božstva, ze slabších argumentů činil silnější“.

## Narození
- Díogenés ze Sinópé – antický filosof (jedno z možných dat narození)

## Úmrtí
Sókratés

## Hlava státu
- Perská říše – Artaxerxés II. (404 – 359 př. n. l.)
- Egypt – Amenardis (404 – 398 př. n. l.)
- Bosporská říše – Satyrus (433 – 389 př. n. l.)
- Sparta – Pausaniás (409 – 395 př. n. l.) a Ágis II. (427 – 399 př. n. l.) » Agésiláos II. (399 – 360 př. n. l.)
- Athény – Laches (400 – 399 př. n. l.) » Aristocrates (399 – 398 př. n. l.)
- Makedonie – Archeláos (413 – 399 př. n. l.) » Orestes (399 – 396 př. n. l.)
- Epirus – Tharrhypas (430 – 392 př. n. l.)
- Odryská Thrácie – Amadocus I. (408 – 389 př. n. l.) a Seuthes II. (405 – 387 př. n. l.)
- Římská republika – tribunové Cn. Genucius Augurinus, C. Duillius Longus, L. Atilius Priscus, M. Veturius Crassus Cicurinus, M. Pomponius Rufus a Volero Publilius Philo (399 př. n. l.)
- Syrakusy – Dionysius I. (405 – 367 př. n. l.)
- Kartágo – Himilco II. (406 – 396 př. n. l.)